# Gundelia tournefortii

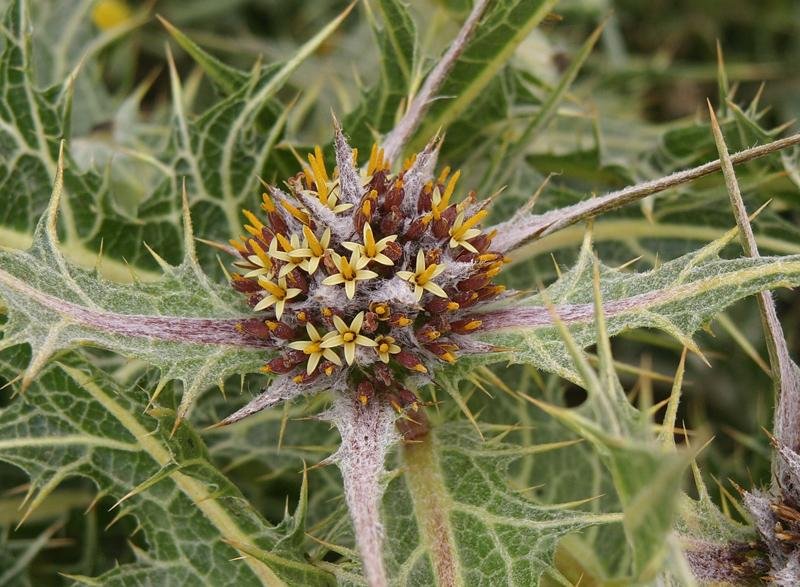
Kwiatostan

Gundelia tournefortii L. – gatunek rośliny należący do rodziny astrowatych. Występuje w Azji Zachodniej (Afganistan, Cypr, półwysep Synaj, Iran, Irak, Izrael, Jordania, Liban, Syria, Turcja), Azji Środkowej (Turkiestan) i na Kaukazie (Armenia, Azerbejdżan). Jest też uprawiany w wielu krajach świata.

## Nazewnictwo
Nazwę naukową nadał w 1753 r. Karol Linneusz od nazwisk dwóch uczonych. Nazwa rodzajowa pochodzi od  nazwiska niemieckiego botanika Andreasa Gundelsheimera (1668-1715), gatunkowa od nazwiska francuskiego botanika Josepha Pittona de Tourneforta (1656-1708).
Niektóre synonimy nazwy naukowej:
- Gundelia glabra Mill.
- Gundelia rosea M.Hossain & Al-Taey
- Gundelia tenuisecta (Boiss.) Freyn & Sint.

## Morfologia
PokrójRoślina o wysokości 20–40 cm.
LiściePierzastosieczne o brzegach ząbkowanych lub piłkowanych i kolczastych (jak u ostów).
KwiatyObupłciowe, purpurowożółte, zebrane w owalną główkę o średnicy 4–8 cm.  Otoczone są pajęczynowatymi włoskami.
OwoceNiełupki.

## Biologia i ekologia
Bylina, hemikryptofit. Rośnie na stepach, półpustyniach, zaroślach i w formacjach roślinnych typu frygana. W Izraelu kwitnie od lutego do maja. Dojrzałe rośliny są przez wiatr odrywane w całości od podłoża i toczone w postaci kul. Jest to możliwe dzięki temu, że w miejscu połączenia się nadziemnego pędu z grubym korzeniem po dojrzeniu nasion rozwija się specjalny rodzaj słabej tkanki, bardzo łatwo się rozrywającej. Podczas toczenia przez wiatr następuje rozsiewanie się nasion. Przez miejscową ludność takie toczone przez wiatr rośliny nazywane są „czarownicami pustyni”. Dzięki kolcom sczepiają się z innymi roślinami i toczone przez wiatr wydają charakterystyczny dźwięk, na podróżnych robiący ogromne wrażenie.

## Zastosowanie
- Roślina spożywcza. Przez Beduinów i Arabów od dawna jest zbierana w celach spożywczych. Jadalne są korzenie, łodygi, pąki kwiatowe i liście pozbawione kolców. Najprostszy sposób przyrządzenia polega na ugotowaniu z nich zupy. W wioskach palestyńskich na północ od Izraela przyrządza się je w sposób bardziej skomplikowany: smaży w oliwie z oliwek, robi z nich kotlety i dodaje jogurtu. Smakują jak mieszanina karczochów ze szparagami. Za najsmaczniejsze uchodzą niedojrzałe pąki kwiatowe[5].
- Roślina lecznicza. W medycynie ludowej stosuje się ją do leczenia chorób wątroby, cukrzycy, bólu w klatce piersiowej, udaru serca, bólu żołądka, bielactwa nabytego, biegunki, zapalenia oskrzeli, robaków pasożytniczych. W doświadczeniach na zwierzętach i ludziach G. tournefortii wykazała własności lecznicze: ma działanie hipoglikemizujące, przeczyszczające, uspokajające, przeciwzapalne, antyseptyczne, przeciwpłytkowe. Może być stosowana w leczeniu chorób zakaźnych, chorób układu pokarmowego, raka i wysokiego ciśnienia krwi, wymaga to jeszcze przeprowadzenia uzupełniających badań klinicznych[7].

## Udział w kulturze
- Według większości badaczy roślin biblijnych w Biblii pod hebrajską nazwą galgal kryje się Gundelia tournefortii. Słowo to wymienione jest w Biblii dwa razy: w Księdze Psalmów (83,14) i w Księdze Izajasza (17,13). Wymienione jest również w Talmudzie babilońskim. W polskim tłumaczeniu w Biblii Tysiąclecia (Ps 83,14) jest werset: „O Boże mój, uczyń ich podobnymi do źdźbeł ostu, do plew gnanych wichurą”, w przypisach jest wyjaśnienie, że źdźbła ostu i plewy gnane wichurą to Gundelia tournefortii[6].
- Avinoam Danin, botanik izraelski, znalazł dużą ilość pyłku Gundelia tournefortii na Całunie Turyńskim. Ilość tego pyłku znacznie przekracza jego naturalny opad, co tłumaczone jest złożeniem kwiatów tego gatunku na Całunie. Według badacza odkrycie to świadczy o pochodzeniu Całunu z Bliskiego Wschodu, roślina ta bowiem nie występuje w Europie[8].